# Nilstjärnen, Jämtland
Nilstjärnen är en sjö i Åre kommun i Jämtland och ingår i Indalsälvens huvudavrinningsområde.